# 潮風の街
『潮風の街』（しおかぜのまち）は同人サークルstudio WALKから2003年8月に発売されたアダルトゲームである。同サークルにとって2作目の同人ゲームであり、初の成人向け作品である。

## 概要
純愛系のアドベンチャーゲーム。主人公が海上自衛隊の戦闘機パイロットという特色を持つ。

ヒロインはフルボイスであり、ボーカル曲やムービーも存在する。ムービーはstudio WALKのウェブサイトからダウンロードすることも可能。

本作品のムービー曲である「空の向こう」（歌：宮簀月菜）や作中BGMなどが収録されたサウンドトラックCDが発売されていた。

## あらすじ
東シナ海の海底資源を巡る紛争が尖閣諸島で繰り広げられている近未来。

戦闘で心に傷を負った主人公は、三年ぶりに故郷の街へと帰る。

叔父の発案により喫茶店の店長を務めるかたわら、彼は三人の少女と出会い、交流を育む。

しかし、休息の日々はやがて終わり、戦争の影が彼らを包み込んでいく。

## 登場人物
坂本光哉
本作の主人公。
自衛艦隊航空集団司令部・第911飛行隊所属の戦闘機パイロット。二等海尉。
物語開始時点で退役し、故郷へと戻る。即応予備自衛官。
坂本茉莉菜（さかもとまりな）
声：御影はるな
主人公の義妹。
強気な性格。
一日一回必ず納豆を食べるほどの納豆好き。
入江優希（いりえゆうき）
声：クボタハルカ
聖華学園二年生。茉莉菜とは同じクラス。
クールな印象を与える少女。
風俗嬢の仕事をしている。
葛城さら（かつらぎさら）
声：瑠月未来
雄取明神（おどりみょうじん）の巫女。
とぼけた風な会話が特徴的。
主人公の父
主人公の実の父、茉莉菜にとっては義理の父。
元海上自衛官。最後の地位は潜水艦隊司令官。
趣味は盆栽のみ。
坂本春名
主人公の義理の母、茉莉菜にとっては実の母。
叔父
主人公の父の5歳下の弟。独身。
喫茶店「JIB」のオーナー。
加藤
空母「いそしぎ」航空司令官。一佐。
珈琲通。
沢村
主人公の自衛隊での同僚。

## スタッフ
- 原画：むつきほたる